# Светиловичский сельсовет
Светиловичский сельсовет (бел. Свяцілавіцкі сельсавет) — административная единица на территории Ветковского района Гомельской области Республики Беларусь. Административный центр — агрогородок Светиловичи.

## История
С 9 мая 1923 года — в Гомельском уезде Гомельской губернии РСФСР. С 8 декабря 1926 года — Светиловичского (с 4 августа 1927 года — Ветковского, с 12 февраля 1935 года — снова Светиловичского) района Гомельского округа, с 20 февраля 1938 года — Гомельской области (26 июля 1930 года Гомельский округ был упразднён).
После аварии на Чернобыльской АЭС 26 апреля 1986 года территория сельсовета оказалась на границе зоны высокого радиационного загрязнения.
С 29 ноября 2005 года посёлок Решительный исключён из данных по учёту административно-территориальных и территориальных единиц.
В 2011 году на территории сельсовета были упразднены посёлки Залужье, Заречье, Камылин, Первомайский, Подлоги, Подлужье, Пролетарский, Усохи, деревни Акшинка, Быковец, Габровка, Гарусты, Гута, Нестеровка, Новоивановка, Новый Малков, Петрополье, Речки, Рыславль, Рудня-Гулева, Рудня-Шлягина, Селицкая, Симоновка, Старый Малков, Старые Громыки, Ухово, Хизы. 
Упразднена деревня Скачёк.

## Состав
Светиловичский сельсовет включает 10 населённых пунктов:
- Глуховка — деревня
- Железники — деревня
- Малиновка — посёлок
- Некрасово — деревня
- Непобедимый — посёлок
- Нинель — посёлок
- Новиловка — деревня
- Светиловичи — агрогородок
- Фёдоровка — деревня
- Чемерня — посёлок

Упразднённые населённые пункты:
- Решительный — посёлок[1]
- Скачёк — деревня